# 土浦村
土浦村（つちうらむら）は、かつて茨城県信太郡に存在していた村。現在の稲敷郡美浦村大字土浦にあたる。
現在の土浦市のもととなった旧新治郡土浦町とは位置の異なる村である。霞ヶ浦に接し、大山村に隣接していた。

## 歴史
中世のこのあたり一帯（現在の土浦市も含む）には、信太荘と呼ばれる荘園が置かれていた。元徳元年（1329年）、「東寺百合文書」所収の文書に土浦の記載がある（土浦市#歴史も参照）。東寺百合文書の「土浦」を、（現在の土浦市ではなく）現在の美浦村土浦を指すとする説がある。
1879年（明治12年）、当地付近で佐々木忠次郎、飯島魁により陸平（おかだいら）貝塚が発掘される。日本人によって学術的発掘調査が行われた最初の遺跡であり、「日本考古学の原点」と称される。
- 1889年（明治22年）4月1日 -  町村制施行にともない、大山村・馬見山村・馬掛村・山王村・八井田村・山内村・谷中村・大塚村・中野内村・木村・常光村・本橋村・間野村・牛込村・堀田村・根本村・根火村（いずれも信太郡）と合併し、安中村（あんじゅうむら）が発足。
- 1896年（明治29年）4月1日 - 信太郡が河内郡と合併。安中村は稲敷郡所属となる。
- 1955年（昭和30年）4月1日 - 安中村が木原村・舟島村の一部と合併し、美浦村となる。